# Кухаренко, Николай Яковлевич
Николай Яковлевич Кухаренко (1923—16.01.1947) — разведчик 314-й отдельной разведывательной роты (260-я стрелковая Ковельская Краснознамённая ордена Суворова дивизия, 129-й стрелковый корпус, 47-я армия, 1-й Белорусский фронт), старший сержант, участник Великой Отечественной войны, кавалер ордена Славы трёх степеней.

## Биография
Родился в 1924 году в селе Ивановка ныне Сновского района Черниговской области (Украина) в крестьянской семье. Украинец. Окончил 7 классов. Работал в колхозе.
С 13 апреля 1943 года по 29 апреля 1944 года воевал в партизанском соединение им. Молотова под командованием Салая М. Г. и во 2-й Клетнянской партизанской бригады под командованием Коротченко П. С.. Воевал в районах Левобережья Украины и Полтавской области. С 29 апреля 1944 года – в Красной Армии, зачислен в 217-й армейский стрелковый запасный полк 47-й армии. С 16 июня 1944 года – в действующей армии. Воевал на 1-м Белорусском фронте. Принимал участие в Люблин-Брестской, Варшавско-Познанской, Восточно-Померанской и Берлинской наступательных операциях. В боях дважды был ранен.
В ходе Люблин-Брестской наступательной операции 18 июля 1944 года северо-восточнее населённого пункта Мацеюв (ныне посёлок городского типа Луков Турийского района Волынской области, Украина) Кухаренко с ещё одним разведчиком ворвался в траншею противника и захватил в плен немецкого капитана, корректировавшего огонь артиллерийской батареи.
Приказом командира 260-й стрелковой дивизии от 7 августа 1944 года красноармеец Кухаренко Николай Яковлевич награждён орденом Славы 3-й степени.
18 августа 1944 года северо-восточнее деревни Каролев (ныне гмина Домбрувка Воломинского повята Мазовецкого воеводства, Польша) Кухаренко вместе с ещё одним разведчиком скрытно подобрался к деревоземляной огневой точке противника, забросал её гранатами и захватил в плен оглушённого пулемётчика вместе с пулемётом.
Приказом командующего 47-й армией от 27 сентября 1944 года красноармеец Кухаренко Николай Яковлевич награждён орденом Славы 2-й степени.
В ходе Варшавско-Познанской наступательной операции при преследовании отходящего противника Кухаренко действовал в составе разведывательной группы. 25 января 1945 года в районе населённого пункта Фриддорф (ныне Угода, гмина Сиценко Быдгощского повята Куявско-Поморского воеводства, Польша), обнаружив отходящий обоз противника, разведчики стремительно его атаковали. В бою Кухаренко огнём из автомата и гранатами уничтожил 10 немецких солдат. Прикрывая раненого командира роты, он выстрелами из трофейного гранатомёта уничтожил ещё 9 немецких солдат и не дал противнику захватить офицера в плен. В результате боевого столкновения группа захватила в плен 11 немецких солдат и мотоцикл.
Указом Президиума Верховного Совета СССР от 6 апреля 1945 года за образцовое выполнение боевых заданий командования на фронте борьбы с немецкими захватчиками и проявленные при этом доблесть и мужество старший сержант Кухаренко Николай Яковлевич награждён орденом Славы 1-й степени.
В ходе Берлинской наступательной операции 20 апреля 1945 года Кухаренко действовал в составе разведывательной группы. В числе первых он ворвался в деревню Волленберг (ныне коммуна Хёэнланд, район Меркиш-Одерланд, земля Бранденбург, Германия), в рукопашной схватке уничтожил немецкого солдата. При отражении контратаки противника выпустил по врагу 8 трофейных панцерфаустов, способствуя удержанию захваченной разведчиками позиции. В бою уничтожил 3 немецких солдат и 1 захватил в плен. Приказом командира дивизии награждён медалью «За отвагу».
В ходе дальнейшего наступления 6 мая 1945 года в районе деревни Бришт (ныне район Потсдам-Миттельмарк, земля Бранденбург, Германия) Кухаренко в очередной раз выполнял боевую задачу по захвату контрольного пленного. Стремительно сблизившись с противником, он вступил в рукопашный бой, в результате которого одного немецкого солдата убил ударом приклада и одного захватил в плен. Приказом командира дивизии награждён орденом Красной Звезды.
6 августа 1946 года младший лейтенант Кухаренко уволен в запас. Вернулся в родное село. Позже органами власти был направлен на работу в город Ходоров Львовской области (Украина).
16 января 1947 года погиб в боевом столкновении с националистами.

## Награды
- Орден Красной Звезды (16.05.1945)[8]
- Полный кавалер ордена Славы:
  - орден Славы I степени (06.04.1945)[9];
  - орден Славы II степени (27.09.1944)[10];
  - орден Славы III степени (7.08.1944)[11];
- медали, в том числе:
  - «За отвагу» (12.05.1945)[12];
  - «Партизану Отечественной войны» (2-й степени (1944));

- - «В ознаменование 100-летия со дня рождения Владимира Ильича Ленина» (6 апреля 1970)
  - «За победу над Германией в Великой Отечественной войне 1941—1945 гг.» (9 мая 1945[13])[14];
  - «За взятие Берлина» (9.5.1945);
  - «За освобождение Праги» (9.05.1945)[15];

## Память
- На могиле установлен надгробный памятник.
- Его имя увековечено в Главном Храме Вооружённых сил России, и навсегда запечатлено на мемориале «Дорога памяти»[16].